# Santa Rosa do Tocantins
Santa Rosa do Tocantins là một đô thị thuộc bang Tocantins, Brasil. Đô thị này có diện tích 1796,248 km², dân số năm 2007 là 4424 người, mật độ 2,46 người/km².